# Isabel Ana da Prússia
Isabel Ana da Prússia (em alemão: Elisabeth Anna von Preußen; 8 de fevereiro de 1857 - 28 de agosto de 1895) foi uma princesa alemã, a segunda filha do príncipe Frederico Carlos da Prússia e da princesa Maria Ana de Anhalt-Dessau. O Palácio de Isabel Ana foi baptizado em sua honra devido à sua morte prematura.

## Família
O pai de Isabel era o príncipe Frederico Carlos, filho do príncipe Carlos da Prússia que, por sua vez, era filho do rei Frederico Guilherme III da Prússia. A mãe de Isabel era a princesa Maria Ana, uma filha do duque Leopoldo IV de Anhalt-Dessau e da princesa Frederica Guilhermina da Prússia.
Entre os seus irmãos contavam-se a princesa Maria da Prússia, a princesa Luísa Margarida e o príncipe Frederico Leopoldo. Através da sua irmã Luísa Margarida era tia da princesa Margarida de Connaught e, por isso, parente tanto da família real britânica como da sueca.
Era também madrinha da princesa Patrícia de Connaught, outra das suas sobrinhas.

## Casamento e descendência
No dia 18 de fevereiro de 1878, Isabel Ana casou-se com Frederico Augusto, grão-duque herdeiro de Oldemburgo. O casamento foi duplo, visto que no mesmo dia, a princesa Carlota da Prússia (filha do príncipe e da princesa-herdeira da Prússia) se casou com o príncipe-herdeiro Bernardo de Saxe-Meiningen.  O duplo casamento foi a primeira grande cerimónia da realeza alemã desde a criação do Império Alemão em 1870. Devido ao elevado estatuto dos noivos, estiveram presentes grandes figuras da época na cerimónia incluindo o rei Leopoldo II da Bélgica e a sua esposa Maria Henriqueta bem como o príncipe de Gales, tio de Carlota.
Frederico Augusto e Isabel Ana tiveram duas filhas:
- Sofia Carlota de Oldemburgo (2 de fevereiro de 1879 - 29 de março de 1964), casada com o príncipe Eitel Frederico da Prússia, um filho do kaiser Guilherme II da Alemanha.
- Margarida da Prússia (13 de outubro de 1881 - 20 de fevereiro de 1882), morreu nova.